# Saison 2 de La Vie secrète d'une ado ordinaire
Chronologie
Saison 1 Saison 3
Cet article présente le guide des épisodes de la deuxième saison de la série télévisée La Vie secrète d'une ado ordinaire (The Secret Life of the American Teenager).

## Généralités
- Aux États-Unis, la série a été renouvelée le 9 février 2009 pour une saison complète de 24 épisodes[1] et sa diffusion a débuté le 22 juin 2009[2].
- Au Canada, la saison a été diffusée sur la chaîne MuchMusic.
- Au Québec, la première partie de la saison a été diffusée sur VRAK.TV à partir du 20 mars 2012 sur VRAK.TV.
- En France, la série est diffusée à partir du 1er octobre 2013 sur Chérie 25.
- En Suisse, les informations de diffusion ne sont pas disponibles.

## Distribution

### Acteurs principaux
- Shailene Woodley (VF : Jessica Monceau) : Amy Juergens
- Ken Baumann (VF : Thomas Sagols) : Benjamin « Ben » Boykewich
- Mark Derwin (en) (VF : Pascal Germain) : George Juergens : père d'Amy, Ashley et Robert
- India Eisley (VF : Camille Donda) : Ashley Juergens
- Greg Finley (VF : Fabrice Fara) : Jack Pappas
- Daren Kagasoff (VF : Alexis Tomassian) : Richard « Ricky » Underwood
- Megan Park (VF : Karine Foviau) : Grace Kathleen Bowman
- Francia Raisa (VF : Marie Tirmont) : Adriana « Adrian » Lee
- Molly Ringwald (VF : Juliette Degenne) : Anne Juergens, mère d'Amy, Ashley et Robert

### Acteurs récurrents
- Kathy Kinney (VF : Sophie Lepanse) : Bunny, employé de Leo Boykewich
- Brando Eaton (VF : Thierry D'Armor) : Griffin
- Jorge-Luis Pallo (VF : Xavier Fagnon) : Marc Molina
- Josie Bissett (VF : Isabelle Maudet) : Kathleen Bowman
- Luke Zimmerman (VF : Yannick Blivet) : Tom Bowman
- Reid Scott (VF : Didier Cherbuy) : Dr Jeff Tseguay
- Austin Stowell (VF : Stanislas Forlani) : Jesse
- Mayim Bialik (VF : Vanina Pradier) : Dr Wilameena Bink
- Jordan Monaghan (VF : Célia Charpentier) : Maria Mancini
- Shane Coffey (VF : Paolo Domingo) : Jimmy Nash
- Michelle Krusiec (VF : Yumi Fujimori) : Emily Cooperstein
- William R. Moses (VF : Christian Bénard) : Morgan Cooperstein
- Kristin Bauer van Straten (VF : Diane Pierens) : Didi Stone
- Dawnn Lewis (VF : Maïté Monceau) : Deborah Treacy
- Mackenzie Rosman (VF : Alice Taurand) : Zoe
- Mitch Rouse (VF : Éric Marchal) : Josh Nash
- Grant Harvey (VF : Yoann Sover) : Grant
- Anne Ramsay (VF : Martine Irzenski) : Nora Underwood
- Paola Turbay (VF : Gaëlle Savary) : Cindy Lee
- Philip Anthony-Rodriguez (VF : Bruno Choël) : Ruben Enriquez
- Jennifer Coolidge (VF : Laurence Crouzet) : Betty Boykewich
- Michelle Marks (VF : Philippa Roche) : Tammy

## Épisodes

### Épisode 1:Une nouvelle déconcertante
- États-Unis : 22 juin 2009 sur ABC Family
- Québec : 20 mars 2012 sur VRAK.TV
- France : 1er octobre 2013 sur Chérie 25

### Épisode 2:Ce qui est fait est fait
- États-Unis : 29 juin 2009 sur ABC Family
- Québec : 27 mars 2012 sur VRAK.TV
- France : 2 octobre 2013 sur Chérie 25

### Épisode 3:Jugez-moi coupable
- États-Unis : 6 juillet 2009 sur ABC Family
- Québec : 3 avril 2012 sur VRAK.TV
- France : 3 octobre 2013 sur Chérie 25

### Épisode 4:Voyage en Italie
- États-Unis : 13 juillet 2009 sur ABC Family
- Québec : 10 avril 2012 sur VRAK.TV
- France : 4 octobre 2013 sur Chérie 25

### Épisode 5:Place aux projets
- États-Unis : 20 juillet 2009 sur ABC Family
- Québec : 17 avril 2012 sur VRAK.TV
- France : 7 octobre 2013 sur Chérie 25

### Épisode 6:Une fin d'année mouvementée
- États-Unis : 27 juillet 2009 sur ABC Family
- Québec : 24 avril 2012 sur VRAK.TV

- Greg Mullavey : Randall Johnson
- Sondra Currie : Eunice Johnson

### Épisode 7:Une rentrée en fanfare
- États-Unis : 3 août 2009 sur ABC Family
- Québec : 1er mai 2012 sur VRAK.TV

- Brando Eaton : Griffin

### Épisode 8:Fidélité
- États-Unis : 10 août 2009 sur ABC Family
- Québec : 8 mai 2012 sur VRAK.TV

### Épisode 9:Rivalités
- États-Unis : 17 août 2009 sur ABC Family
- Québec : 15 mai 2012 sur VRAK.TV

### Épisode 10:Une soirée ratée
- États-Unis : 24 août 2009 sur ABC Family
- Québec : 22 mai 2012 sur VRAK.TV

- Rumer Glenn Willis : Heather

### Épisode 11:Cohabitation difficile
- États-Unis : 31 août 2009 sur ABC Family
- Québec : 29 mai 2012 sur VRAK.TV

### Épisode 12:Un lourd passé
- États-Unis : 7 septembre 2009 sur ABC Family
- Québec : 5 juin 2012 sur VRAK.TV

### Épisode 13:La grande escapade
- États-Unis : 4 janvier 2010 sur ABC Family
- Québec : 27 novembre 2012 sur VRAK.TV

- Mayim Bialik : Dr Wilameena Bink

### Épisode 14:Incertitudes
- États-Unis : 11 janvier 2010 sur ABC Family
- Québec : 4 décembre 2012 sur VRAK.TV

### Épisode 15:Amours fragiles
- États-Unis : 18 janvier 2010 sur ABC Family
- Québec : 11 décembre 2012 sur VRAK.TV

### Épisode 16:Révolution féminine
- États-Unis : 25 janvier 2010 sur ABC Family
- Québec : 18 décembre 2012 sur VRAK.TV

### Épisode 17:Nouvelles relations
- États-Unis : 1er février 2010 sur ABC Family
- Québec : 8 janvier 2013 sur VRAK.TV

### Épisode 18:Psy ou pas psy?
- États-Unis : 8 février 2010 sur ABC Family
- Québec : 15 janvier 2013 sur VRAK.TV

- Michelle Krusiec : Emily Cooperstein
- Kristin Bauer : Didi Stone
- Dawnn Lewis : La mère de Lauren
- William R. Moses : Morgan Cooperstein
- Tom Virtue : Reverend Stone

### Épisode 19:Le bal mère-fille
- États-Unis : 15 février 2010 sur ABC Family
- Québec : 22 janvier 2013 sur VRAK.TV

### Épisode 20:À chacun ses erreurs
- États-Unis : 22 février 2010 sur ABC Family
- Québec : 29 janvier 2013 sur VRAK.TV

### Épisode 21:Confrontations
- États-Unis : 1er mars 2010 sur ABC Family
- Québec : 5 février 2013 sur VRAK.TV

### Épisode 22:Mise au point
- États-Unis : 8 mars 2010 sur ABC Family
- Québec : 12 février 2013 sur VRAK.TV

### Épisode 23:Aux grands maux, les grands remèdes
- États-Unis : 15 mars 2010 sur ABC Family
- Québec : 19 février 2013 sur VRAK.TV

### Épisode 24:L'erreur
- États-Unis : 22 mars 2010 sur ABC Family
- Québec : 26 février 2013 sur VRAK.TV